# Ernst Ziegler (Kunstsammler)
Ernst Ziegler (* 7. November 1874 in Gönningen; † 21. Januar 1958) war ein deutscher Unternehmer und Kunstsammler.

## Leben und Wirken
Ernst Ziegler war Samenhändler und betrieb mit seinem Bruder die Samengroßhandlung Ottomar & Ernst Ziegler, die Niederlassungen in Erfurt, München und in Haarlem hatte.
Auf seinen Reisen besuchte er Museen in ganz Europa und wurde zu einem Kunstkenner und Kunstsammler. Er erwarb in Galerien, in Antiquariaten, bei Auktionen und auch direkt von Künstlern deren Arbeiten, vor allem Zeichnungen und Aquarelle. In seinem Haus in München, in dem er ab Anfang des 20. Jahrhunderts lebte, trafen sich insbesondere Münchner Künstler, so dass die Münchner Schule des 19. Jahrhunderts zu einem Schwerpunkt seiner Sammlung wurde, die unter anderem Arbeiten von Johann Georg von Dillis, Otto von Faber du Faur, Carl Spitzweg, Wilhelm Leibl, Franz Kobell und Ferdinand Kobell umfasst. Weitere vertretene deutsche Künstler sind Ludwig Richter, Hans von Marées und Max Liebermann; weiterhin umfasst die Sammlung italienische, französische und niederländische Zeichnungen aus dem 17. und 18. Jahrhundert. 1931 schenkte er einen Teil seiner Sammlung der Staatsgalerie Stuttgart, um sie einer größeren Öffentlichkeit zugänglich zu machen.
1945 siedelte er nach Reutlingen über. 1954 schenkte er der Stadt als Grundstock der städtischen Sammlung 1578 Papierarbeiten und 394 Ölgemälde aus seiner Sammlung; im selben Jahr wurden Teile der Sammlung in der Ausstellung „Meisterzeichnungen des 19. Jahrhunderts“ im Spendhaus Reutlingen erstmals öffentlich gezeigt. 2010 wurden im Spendhaus Aspekte aus der Sammlung „Daumier und seine Zeitgenossen“ gezeigt.
Außer den japanischen Farbholzschnitten ist die Sammlung noch nicht wissenschaftlich erschlossen. Insbesondere halten die von Ernst Ziegler selbst vorgenommenen Zuschreibungen kritischen Überprüfungen möglicherweise nicht stand, so dass bei vielen Werken Herkunft, Datierung oder Autorschaft als noch ungeklärt angesehen werden.

## Auszeichnungen
1954: Ehrenbürger von Reutlingen